# نووالکساندروفکا (سرزمین آلتای)
نووالکساندروفکا (به لاتین: Novoalexandrovka) یک منطقهٔ مسکونی در روسیه است که در سرزمین آلتای واقع شده‌است.